# Kvarteret Hornblåsaren

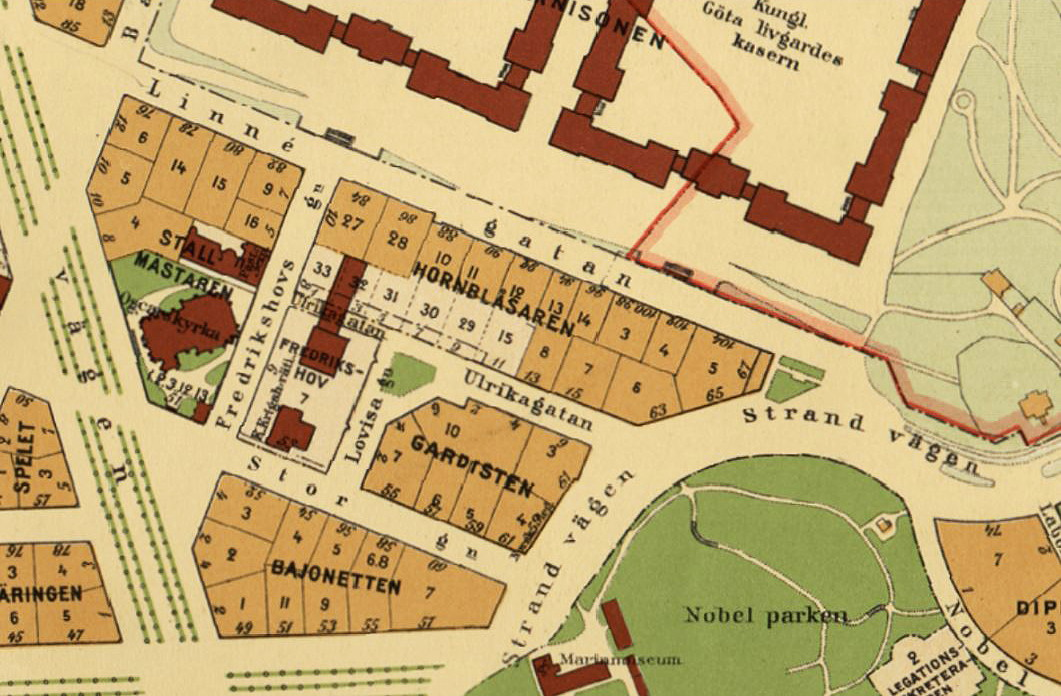
Kvarteren Hornblåsaren, Gardisten och Bajonetten, 1930.

Kvarteret Hornblåsaren är ett kvarter på Östermalm i Stockholm. Kvarteret begränsas av Linnégatan i norr, av Fredrikshovsgatan i väster, av Ulrikagatan i söder och av Strandvägen i öster. Kvarteret består av 18 fastigheter. Samtliga fastigheter är grönmärkta och bedöms av Stadsmuseet i Stockholm som "särskilt värdefulla från historisk, kulturhistorisk, miljömässig eller konstnärlig synpunkt".

## Historik och stadsplan

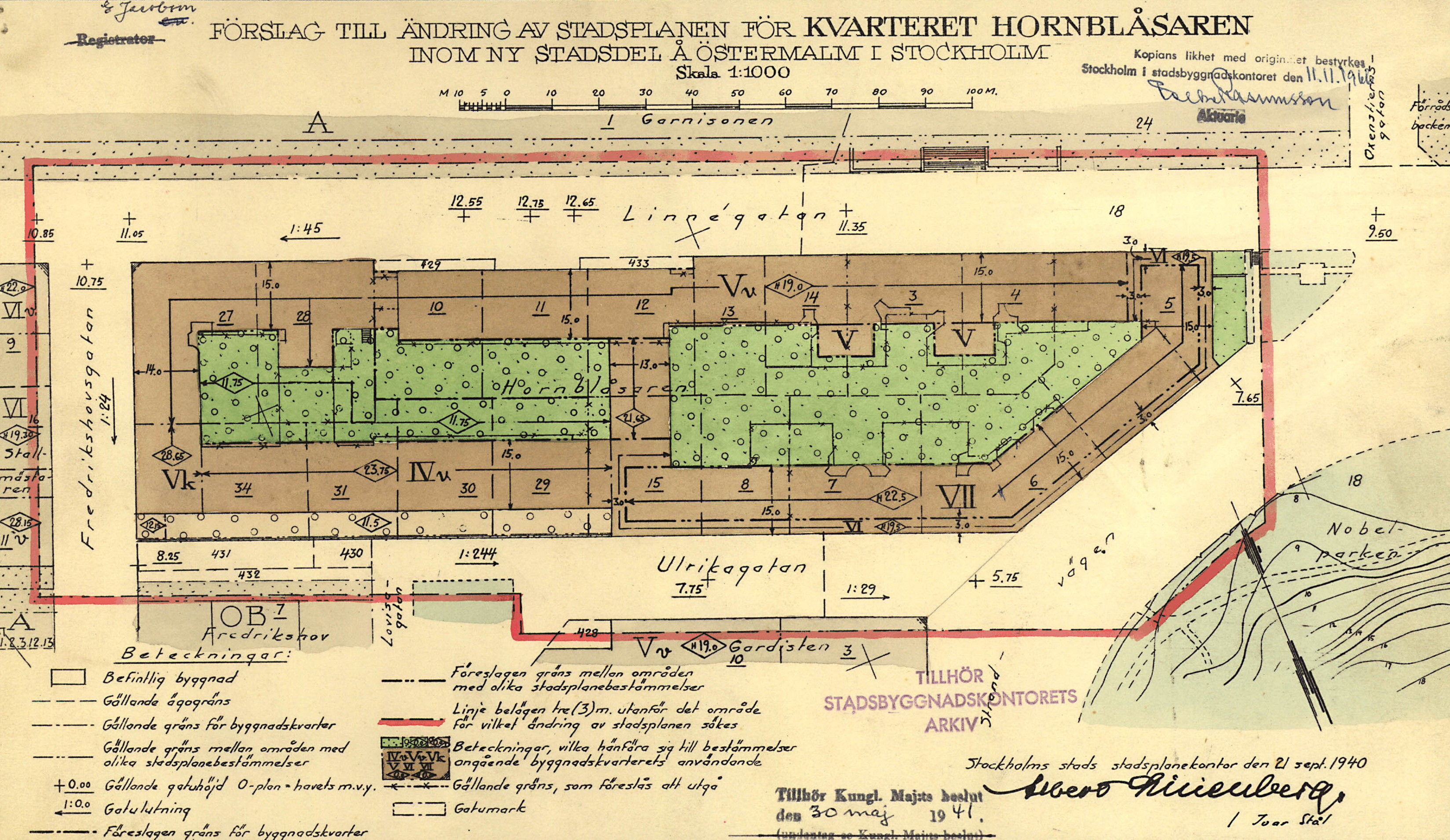
Gällande stadsplan, fastställd 1941.

Tidigare låg här storkvarteret Terra Nova större som hade sitt namn efter skeppsvarvet Terra Nova. I slutet av 1800-talet bildades på en mindre del av Terra nova större (motsvarande Svea livgardes kaserner) kvarteret Trumman som i sin tur blev platsen för kvarteren Hornblåsaren och Gardisten. Kvartersnamnet Hornblåsaren minner om forna tiders revelj på Svea livgardes domäner från 1800-talet. 
Idag existerar ett 60-tal kvartersnamn med militär anknytning som återspeglar den långa militära epoken på Östermalm. Hornblåsaren, belägen strax öster om Fredrikshov, är det ostligaste av Strandvägskvarteren och fick sin första stadsplan redan 1911 som reviderades 1922 samt 1940 (nu gällande). Kvarteret fick sin nuvarande bebyggelse huvudsakligen efter första världskriget och visar flera goda exempel för tidens hyreshusbyggande i enkel 1920-talsklassicism. Några fastigheter hann dock bebyggas strax före kriget bland dem Hornblåsaren 6 och Hornblåsaren 7.
Hornblåsaren 29, 30 och även 31 har en särställning bland kvarterets flerbostadshus. De byggdes enligt den stadsplan som fastställdes för kvarteret år 1922. Samtliga har från gatulinjen indragna fasader och förgårdar vilka är upphöjda motsvarande en våning. Ursprungligen var det tänkt att ett tiotal tomter i kvarteret skulle bebyggas på detta sätt med enfamiljshus och en mindre portvaktslägenhet i varje hus.
Stadsplanens intention var att "skapa ett litet område för egna hem med rätt höga anspråk på utrymme och bekvämlighet." Endast tre hus kom till utförandet dock inte som enfamiljshus utan som flerfamiljshus. De fick stilmässig enhetliga fasader mot Ulrikagatan. De upphöjda förgårdarna planterades och blev trädgårdar och terrasser. En liknande förgård har Hornblåsaren 34 som uppfördes 1933–1934 för Oscars församling och blev deras församlingshem.

### Hornblåsarens fastigheter (urval)
(I nummerordning)

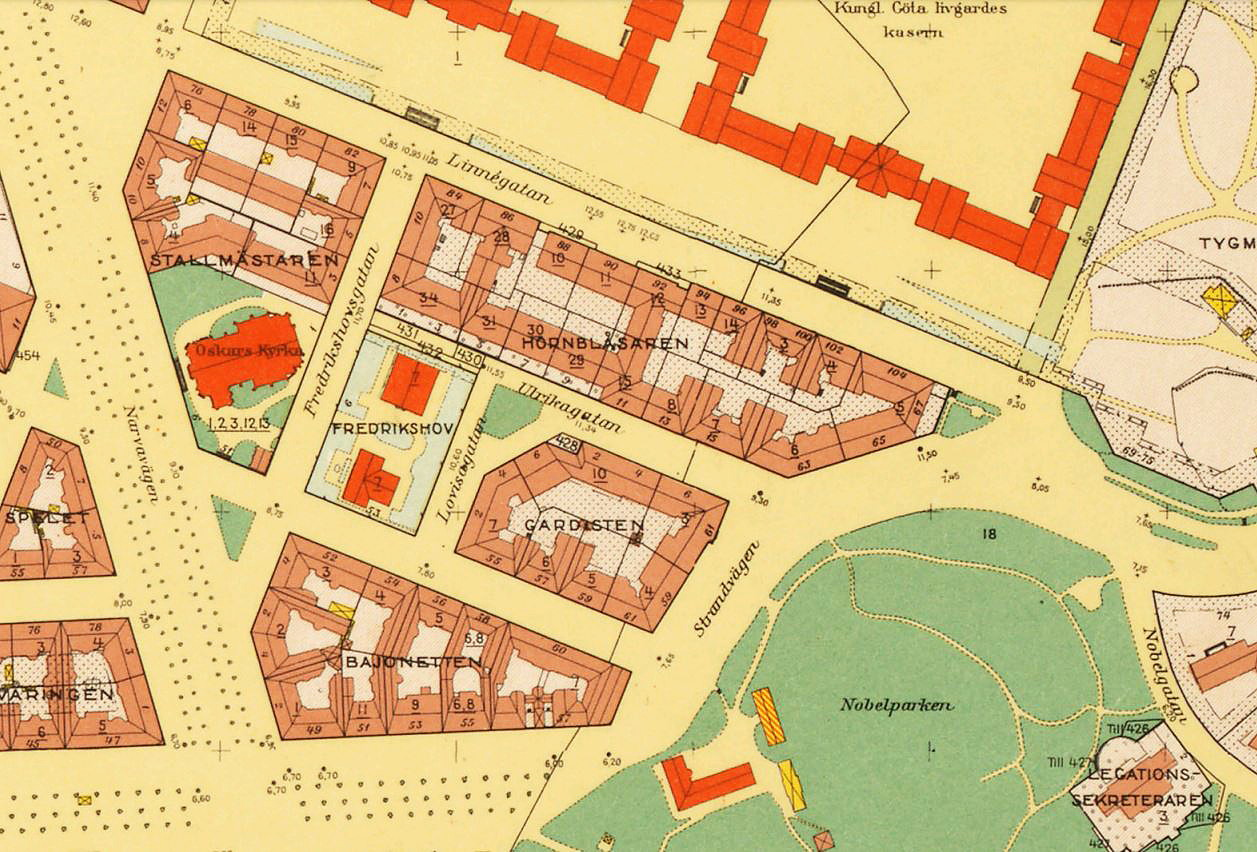
Kvarteret på 1940-talet.

- Hornblåsaren 3, Linnégatan 98-100, byggår 1916, arkitekt Carl Alfred Danielsson-Bååk.[3]
- Hornblåsaren 5, Strandvägen 65-67, byggår 1923, arkitekt Gustaf Adolf Falk och Knut Nordenskjöld.[4]
- Hornblåsaren 6, Strandvägen 63, byggår 1913, arkitekt Folke Zettervall.[5]
- Hornblåsaren 7, Ulrikagatan 15, byggår 1914, arkitekt Folke Zettervall.[6]
- Hornblåsaren 8, Ulrikagatan 13, byggår 1928, arkitekt Josef Östlihn.[7]
- Hornblåsaren 14, Linnégatan 96, byggår 1929, arkitekt Björn Hedvall.[8]
- Hornblåsaren 15, Ulrikagatan 11, byggår 1931, arkitekt Björn Hedvall.[9]
- Hornblåsaren 27, Fredrikshovsgatan 10 / Linnégatan 84, byggår 1921, arkitekt Höög & Morssing.[10]
- Hornblåsaren 28, Linnégatan 86, byggår 1920, arkitekt Östlihn & Stark.[11]
- Hornblåsaren 29 och 30, Ulrikagatan 7-9, byggår 1931, arkitekt Knut Nordenskjöld.[12]
- Hornblåsaren 31, Ulrikagatan 5, byggår 1933, arkitekt  Albin Stark.[13]
- Hornblåsaren 34, Fredrikshovsgatan 8 / Ulrikagatan 1, byggår 1934, arkitekt Lars Israel Wahlman.[14]

### Bilder

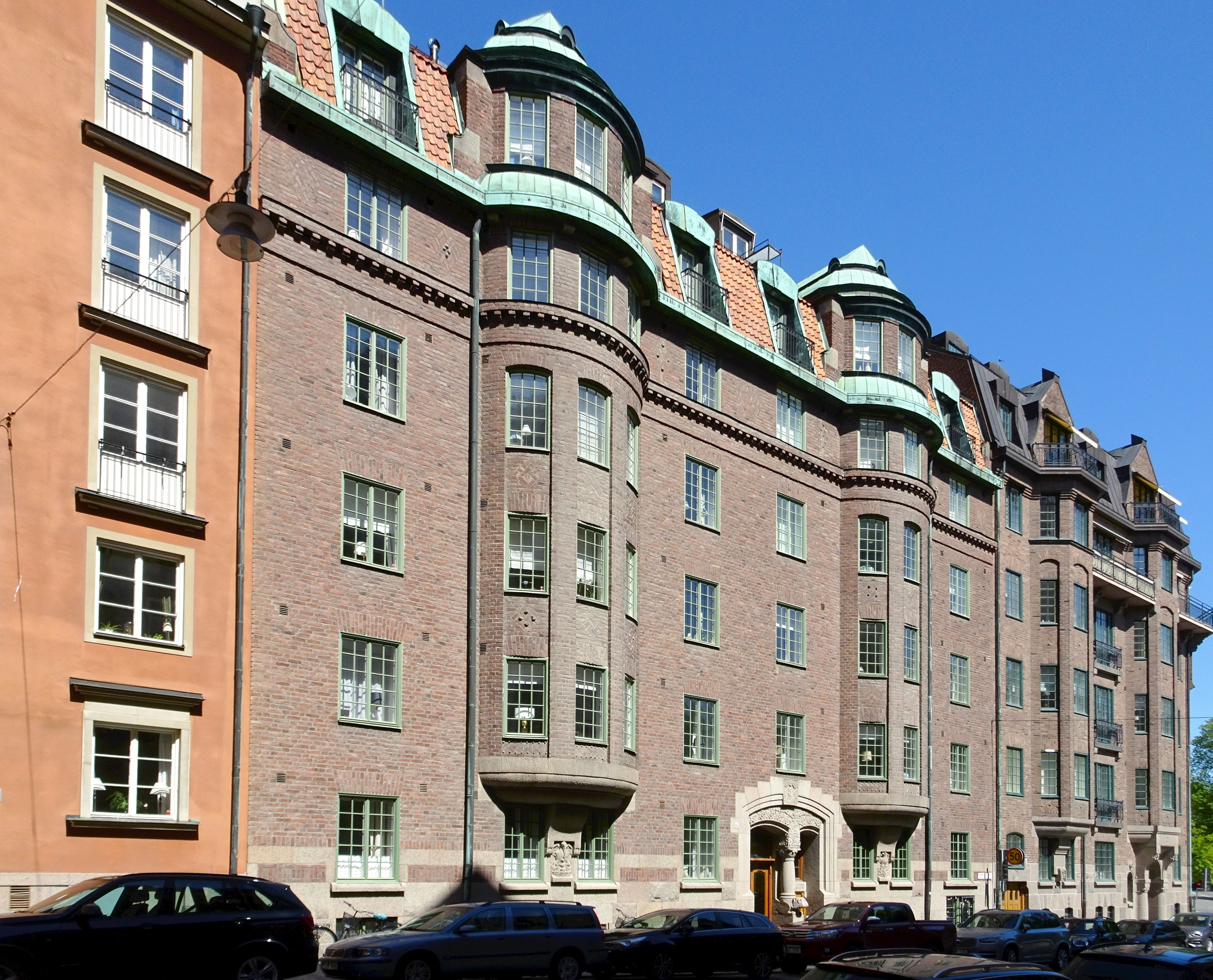
Hornblåsaren 7.
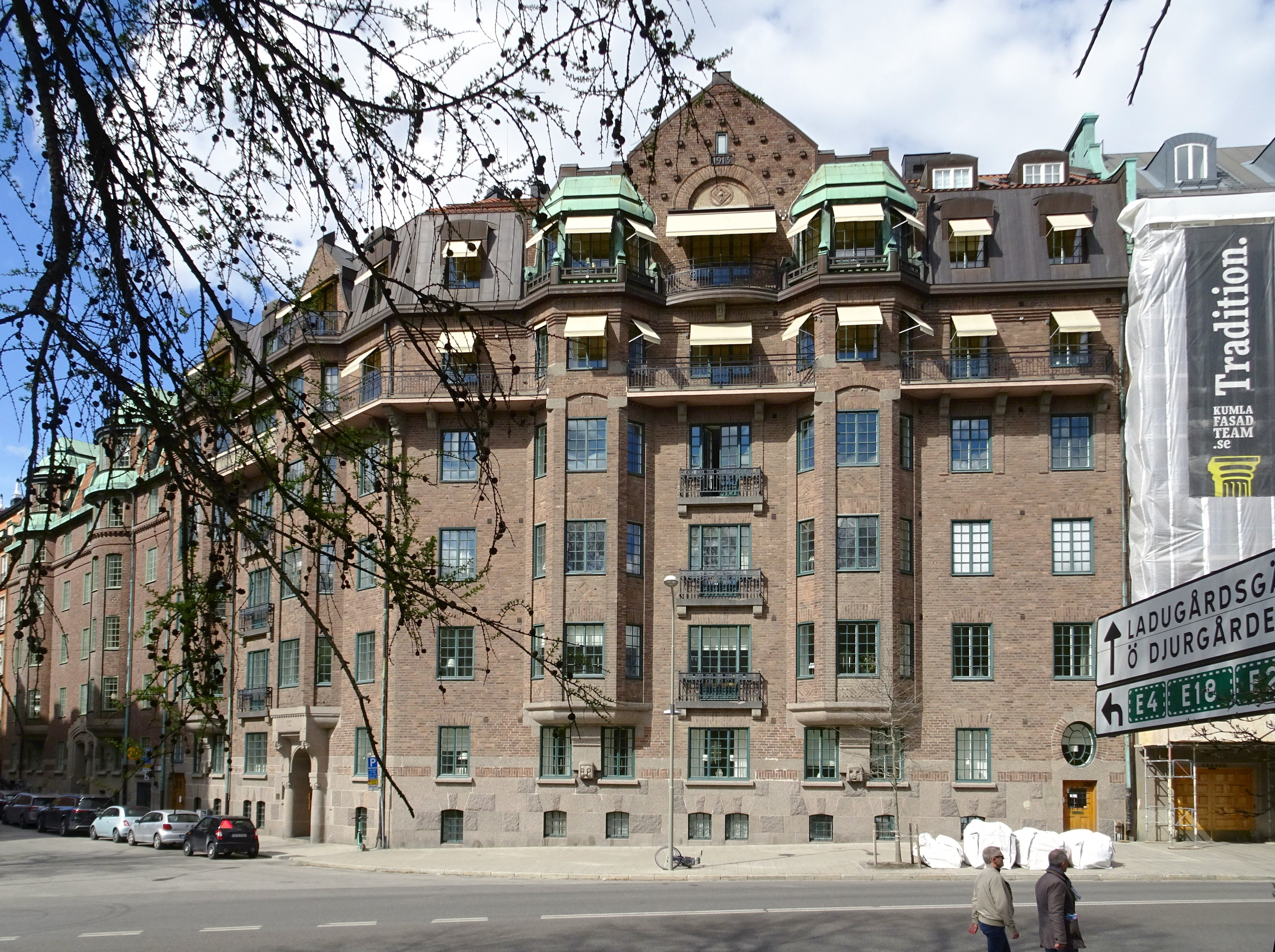
Hornblåsaren 6.
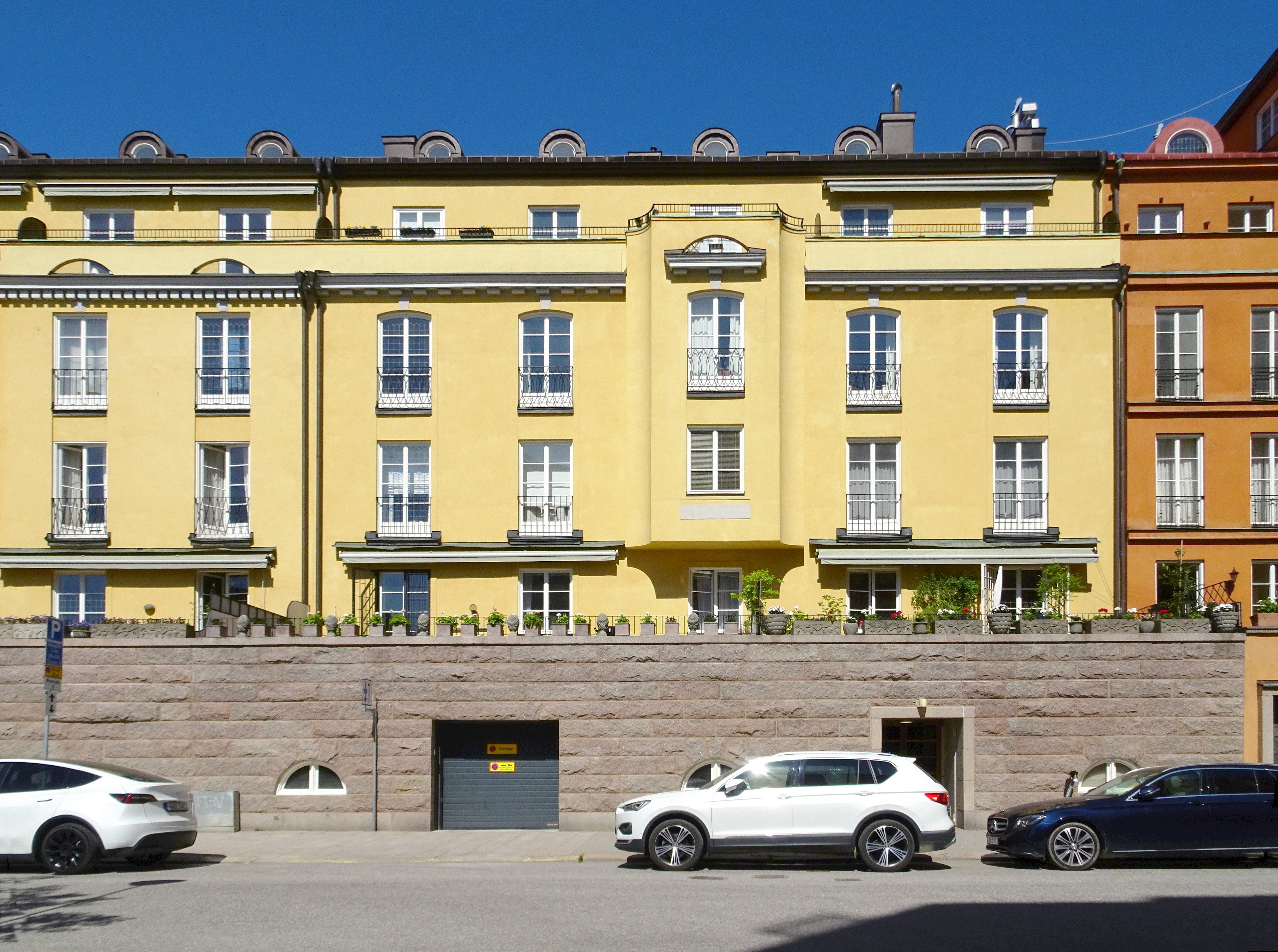
Hornblåsaren 29.
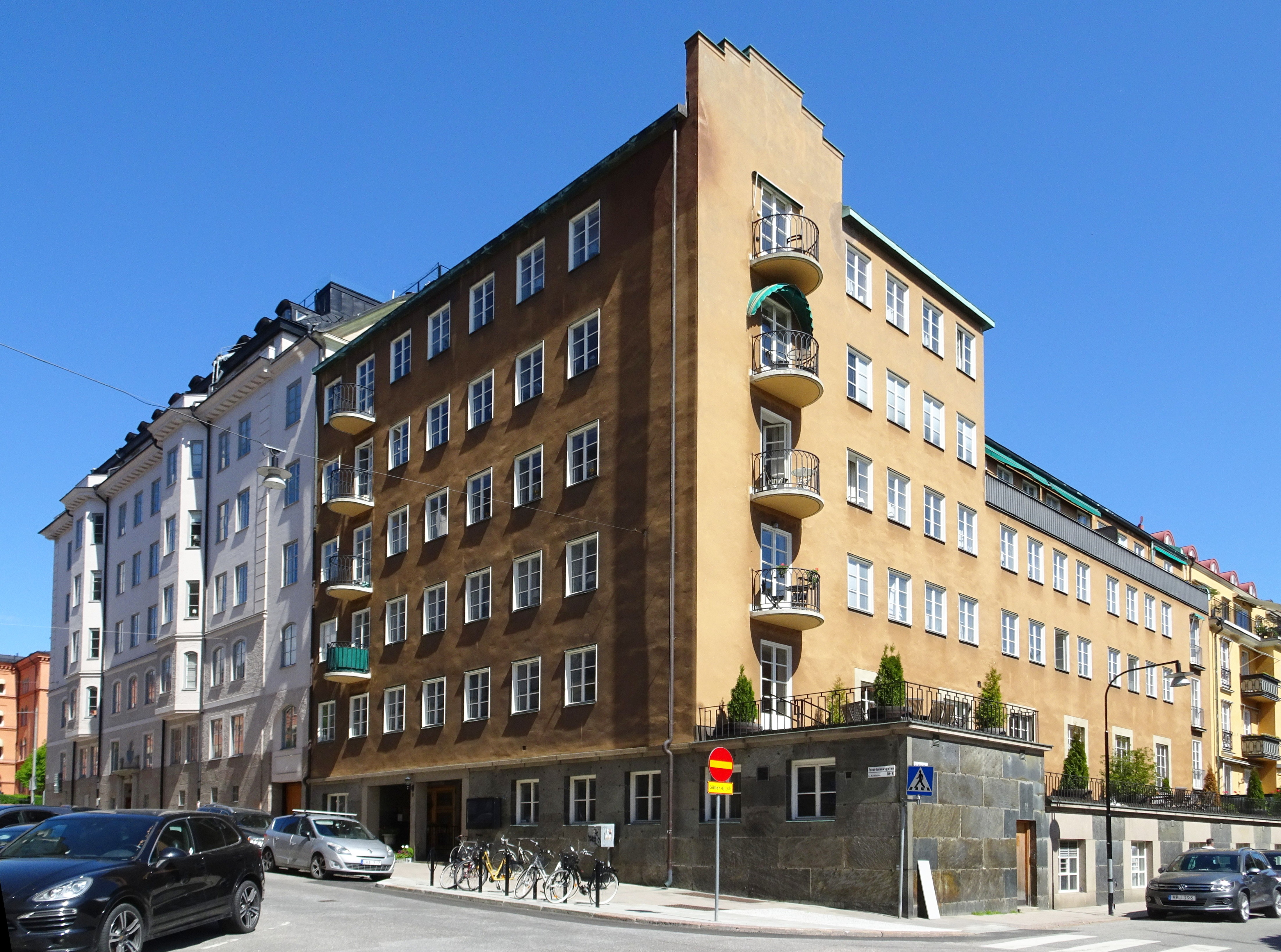
Hornblåsaren 34.
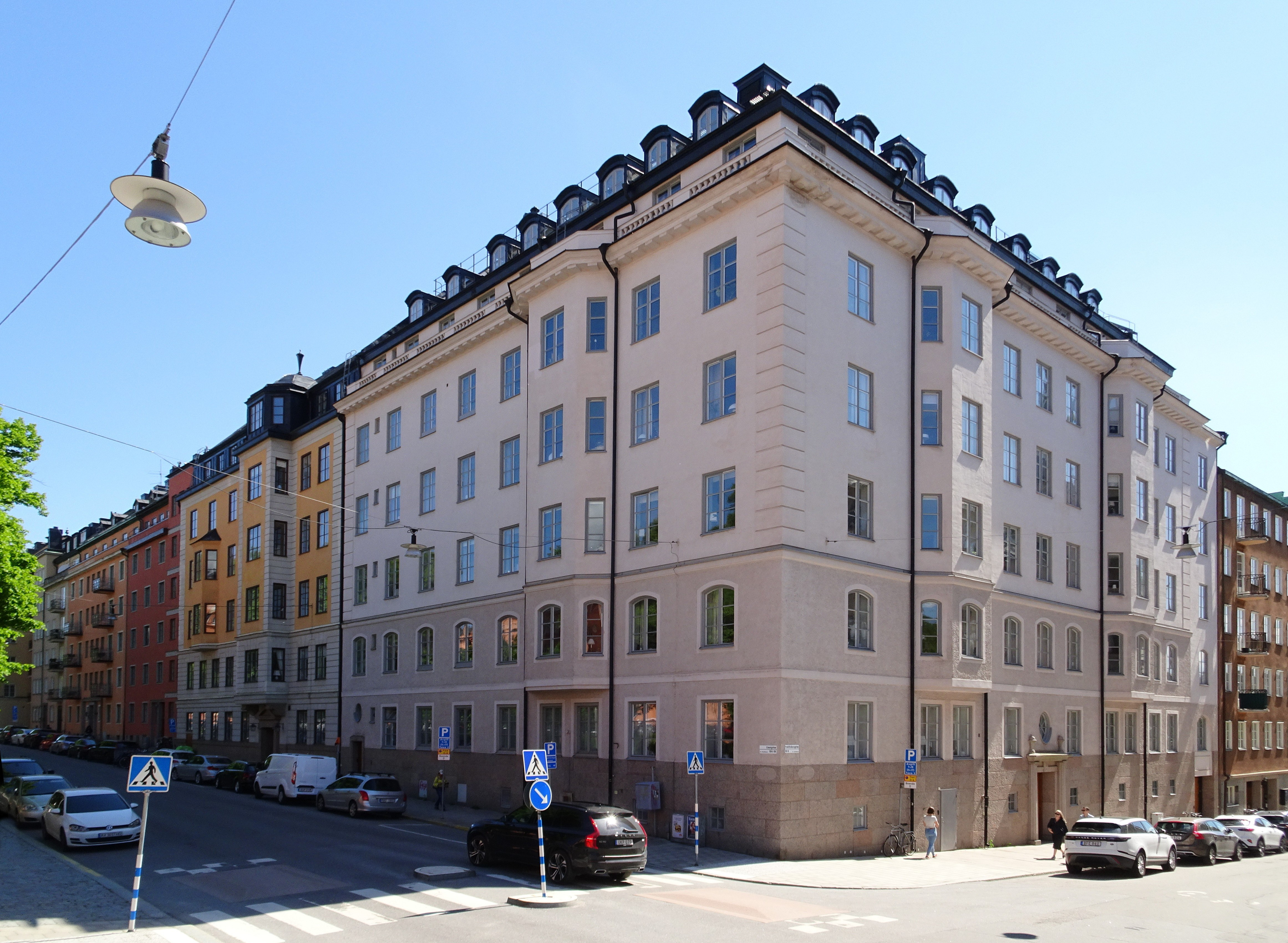
Hornblåsaren 27.